# It's Not a Dream
It's Not a Dream est le premier single issu du premier album solo de Sharon Corr intitulé Dream of You.
Le 15 juillet 2009, Sharon apparut sur le programme de télévision This Morning, après avoir été engagé par l'hôte Philip Schofield par Twitter pour confirmer la sortie de son album solo et son nouveau single. Sharon Corr a fait promouvoir son single par ses spectacles aux festivals européens, notamment ceux de l'Isle de Wight, et de Glastonbury. Selon le site officiel de Sharon Corr, il ne fallut que quelques heures pour que sa chanson se classe dans le « top 100 » sur iTunes parmi les distributions numériques.

## Sorties
| Région      | Date         | Label                      | Format                 |
| ----------- | ------------ | -------------------------- | ---------------------- |
| Irlande     | 28 août 2009 | Bobbyjean Records          | distribution numérique |
| Royaume-Uni | 31 août 2009 | Bobbyjean/Binary To Finary | distribution numérique |

## Liste des morceaux
1. It's Not A Dream – 4:07 (distribution numérique)

## Liste de ventes
| Classement          | position maximale |
| ------------------- | ----------------- |
| Irish Singles Chart | 29                |
| UK Singles Chart    | 167               |